# Подвиг (роман)
«Подвиг» — четвёртый роман Владимира Набокова. Написан на русском языке в берлинский период жизни, в 1930—1932 годах. Издан в Париже в 1932 году.
Роман переведён на английский язык Дмитрием Набоковым в 1971 году.

## Сюжет
Главный герой романа Мартын Эдельвейс — эмигрант из России со швейцарскими корнями. Роман рассказывает о взрослении молодого человека, развитии его характера, самосовершенствовании, преодолении страха, возмужании. В силу жизненных обстоятельств Мартын уезжает с Родины спасаясь от Октябрьской революции и гражданской войны в России, оказывается в различных европейских странах: Греции, Англии, Германии, Франции и Швейцарии и пробует себя в труде, творчестве, любви, спорте. Мартын с матерью, переправившись через Чёрное море, оказываются в Швейцарии у дяди Мартына Генриха Эдельвейса. Затем главный герой поступает на обучение в Кембридже, где выбирает курс русской словесности. Во время учёбы Мартын попадает под влияние профессора русской цивилизации Арчибальда Муна, но позже разочаровывается в нём. Мартын влюбляется в Соню Зиланову и соперничает за неё со своим другом Дарвином. Молодые люди даже устраивают между собой боксерский поединок. Во время футбольного матча, проходившего в Кембридже, Мартын отражает мяч противника, но Соня уходит, не дождавшись конца. После матча Соня отвергает предложение Дарвина. Мартын едет в Молиньяк и оттуда посылает Соне письмо с предложением, которое девушка отвергает. Мартын понимает, что он связан с судьбой России и решает вернуться на Родину. После предварительной подготовки, молодой человек нелегально переходит советско-латвийскую границу. Роман имеет открытый финал и различные интерпретации. Среди интерпретаций — смерть главного героя и попадание в выдуманную страну Зоорландию, которую Мартын придумал вместе с Соней Зилановой во время прогулок по Берлину.

### Прототипы
По мнению ряда литературоведов, Набоков описал А. Н. Толстого в романе «Подвиг» под именем писателя Бубнова.